# Buchfahrplan
Ein Buchfahrplan war in Deutschland und in Österreich eine von Triebfahrzeugführern verwendete Form des Fahrplanes. Er enthielt Informationen und Anweisungen, die während der Fahrt auf einer Eisenbahnstrecke für jeden Streckenabschnitt zu beachten und zu befolgen waren. Er ist weder zu verwechseln mit dem Kursbuch, noch mit dem Streckenbuch.

## Buchfahrplan
Der Buchfahrplan wurde in Buchform herausgegeben, daher der Name Buchfahrplan. Er bestand aus zwei Teilheften, dem Geschwindigkeitsheft mit den streckenbezogenen Angaben in der Reihenfolge des Fahrtverlaufs und dem Fahrzeitenheft mit den Fahrzeiten der Züge auf den einzelnen Betriebsstellen. Für einzelne Strecken bzw. Streckenabschnitte gab es einen ausführlichen Ersatzfahrplan, in dem auch alle Signale aufgeführt waren.
Der einzelne Buchfahrplan war für eine bestimmte Bahnstrecke bestimmt und für deren individuellen Verlauf ausgeführt.
Analog dazu gab es auch für die DB-Busse Buchfahrpläne für jede Bahnbusstrecke. Diese waren ähnlich wie die Buchfahrpläne für die Züge aufgebaut, jedoch nicht mit Spiralheftung ausgeführt. In ihnen waren alle Haltestellen und teilweise die Ankunfts-, aber immer die Abfahrtzeiten jeder Fahrt und eventuelle Abweichungen aufgeführt.
Seit dem Jahr 2003 werden die Angaben des Buchfahrplans mit dem EBuLa-System in elektronischer Form auf einem Anzeigegerät im Führerraum der Triebfahrzeuge dargestellt.

### Geschwindigkeitsheft
Das Geschwindigkeitsheft enthielt insbesondere die Grunddaten der Eisenbahnstrecke, eine Auflistung der Betriebsstellen in der Reihenfolge des Fahrtverlaufs und ihre Lage nach der Streckenkilometrierung sowie die zulässigen Geschwindigkeiten der einzelnen Streckenabschnitte. Auch Schutzstrecken, welche auf die Geschwindigkeit des Zuges zum Zeitpunkt des Einfahrens in eine solche Auswirkungen hatten, mussten hier ausgewiesen sein. Ständige Langsamfahrstellen waren ebenfalls eingearbeitet. Vorübergehende Langsamfahrstellen fanden sich nicht im Geschwindigkeitsheft, sondern in der Zusammenstellung der vorübergehenden Langsamfahrstellen und anderen Besonderheiten (La).

### Fahrzeitenheft
Das Fahrzeitenheft enthielt unter anderem die Grunddaten des Zuges wie Triebfahrzeugbaureihe, zulässige Höchstgeschwindigkeit des Zuges und die Zuglast, Vorgaben für die Bremsen im Zug und die Abfahrts-, Ankunfts- und Durchfahrzeiten auf den Betriebsstellen in der Reihenfolge des Fahrtverlaufs.

## Ersatzfahrplan

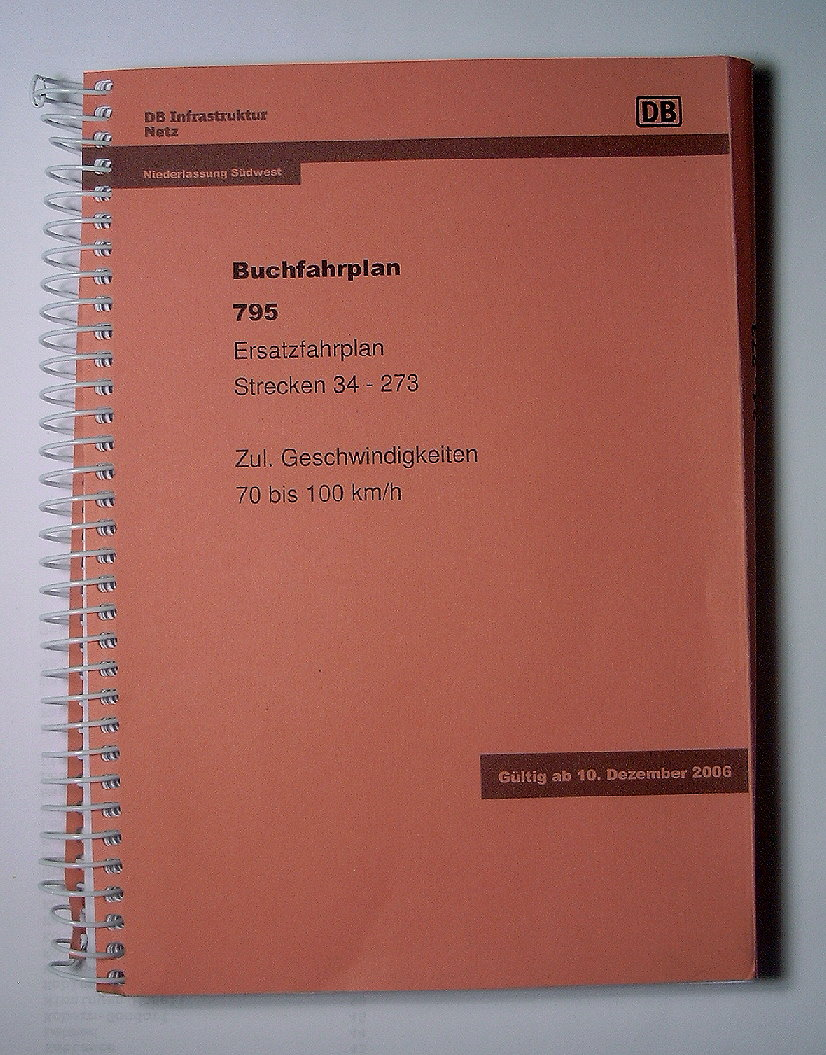
Ersatzfahrplanheft

Der Ersatzfahrplan war eine besondere Form des Buchfahrplans. Er kam z. B. bei Ausfall des EBuLa-Systems, bei kurzfristig zu fahrenden Güterzügen, Entlastungszügen, Sonderzügen, bei Lokleerfahrten und bei anderen dringlichen Fahrten (z. B. bei Umleitungen nach Unfällen, Rettungszug, Hilfszug, Störungen usw.) zur Anwendung, für die kein vorgeplanter oder gedruckter Fahrplan vorlag.

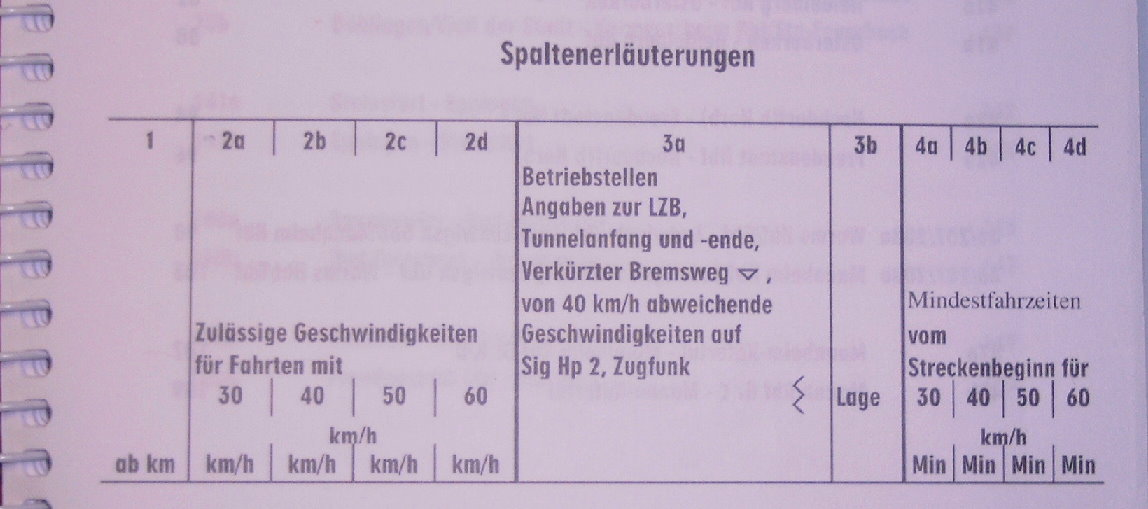
Spaltenaufteilung

Der Ersatzfahrplan (auch „Z-Plan“ genannt) lag in Buchform vor. Er enthielt in Spaltenform für jede einzelne Strecke gesondert die zulässigen Geschwindigkeiten, die Betriebsstellen, die Streckenkilometer-Lage sowie für jede einzelne Zuggeschwindigkeit eine eigene Minuten-Zeitspalte.
Der Ersatzfahrplan wurde durch eine Fahrplananordnung zeitlich und örtlich bestimmt und dadurch in Kraft gesetzt. Die Übermittlung zum Triebfahrzeugführer konnte in schriftlicher oder mündlicher Form erfolgen (Ausdruck, Fax, Telefon und Zugfunk). Die Erstellung erfolgte durch die regional zuständige Betriebszentrale der Bahn.